# 중화문
중화문(中華門)은 중화인민공화국 난징시에 있는 거대한 성문이자, 문화 유산이다. 중국 대륙 안에서 현존하는 성문 중에서 중국에서 가장 큰 성문이다. 폭 118m와 길이 128m를 자랑한다.

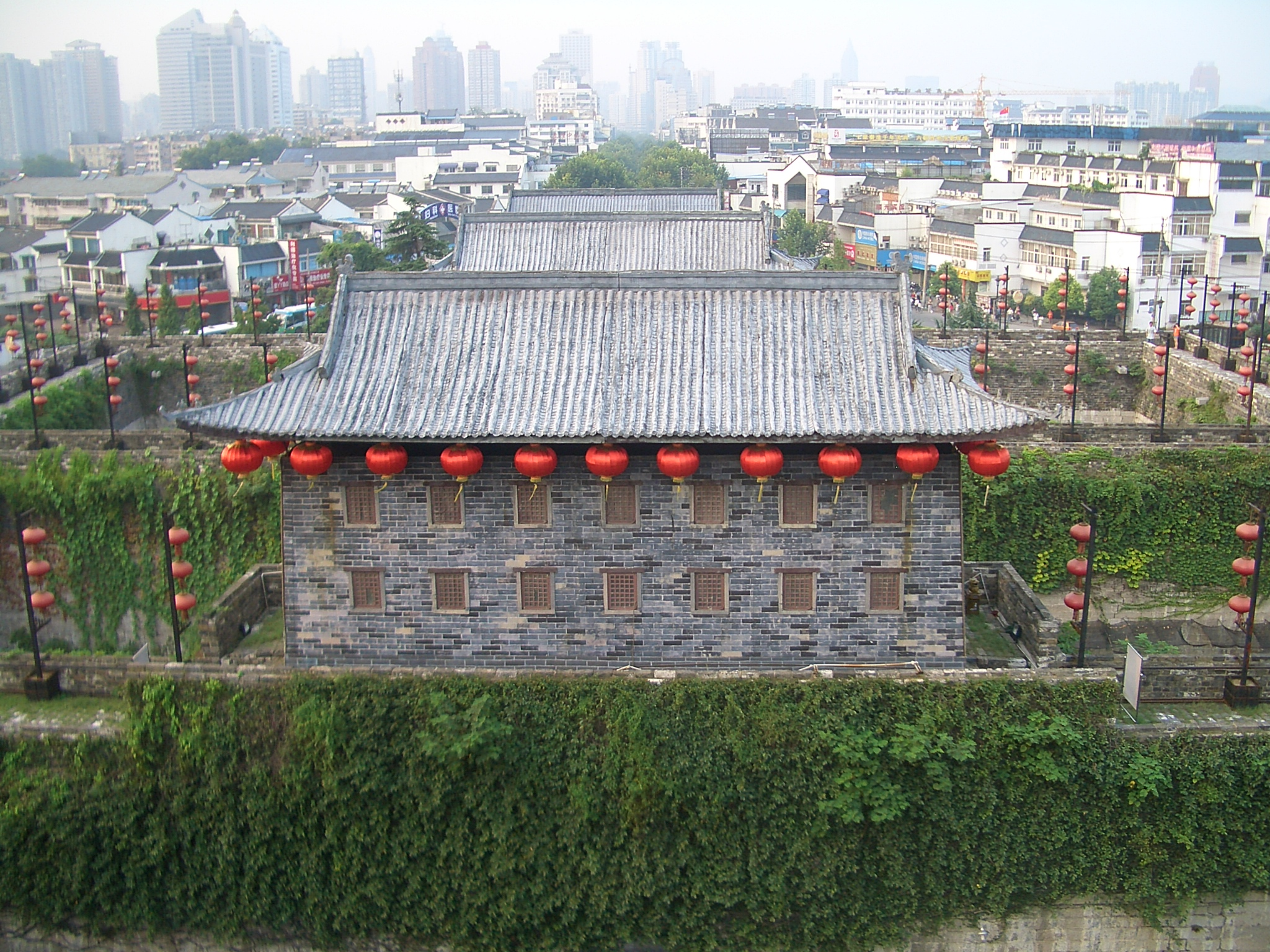
중화문

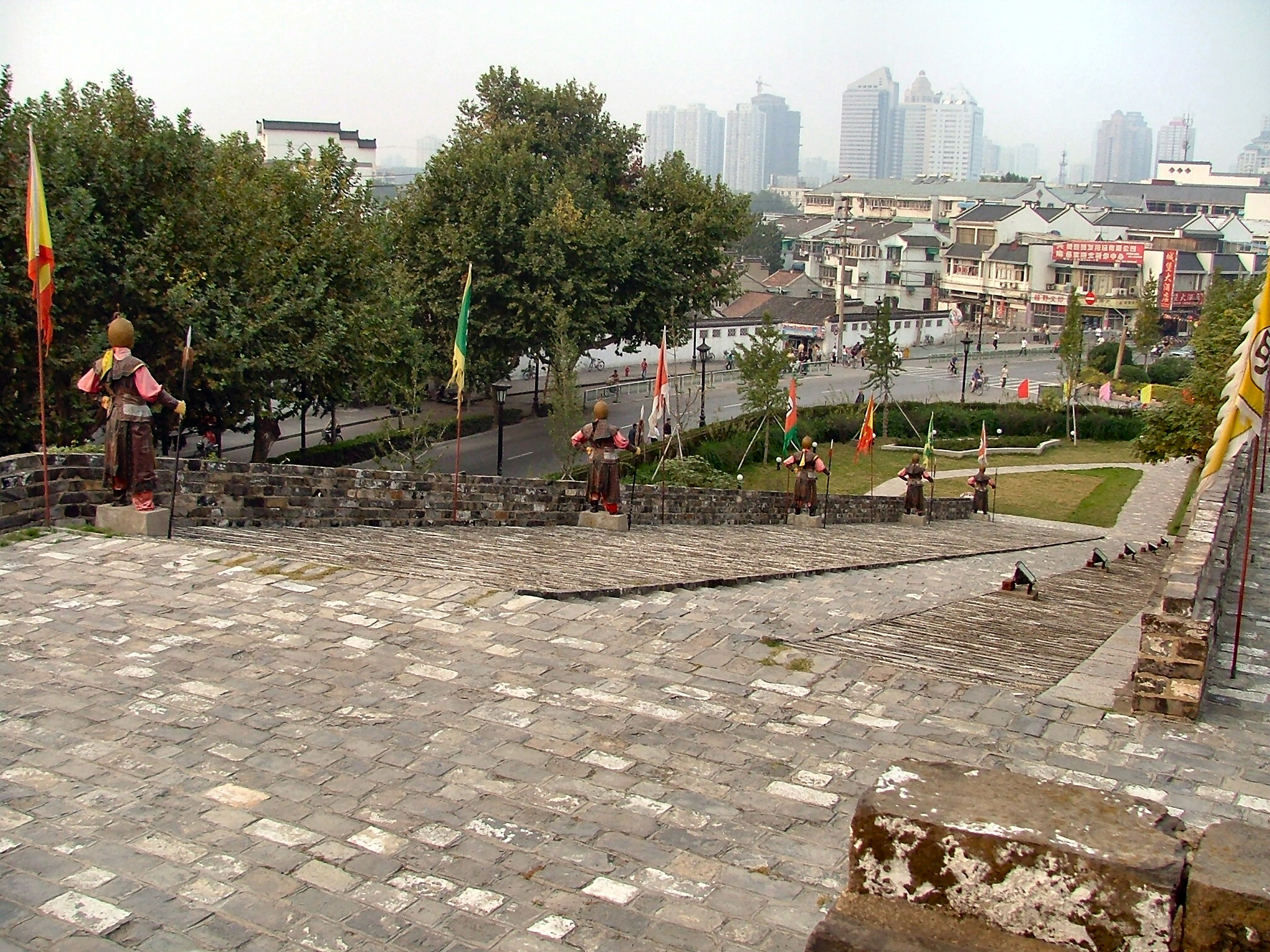
문 양쪽에 큰 경사로가 있으며, 맨 위로 말을 포함한 백성들을 성 안으로 이동시키면서 병사가 지키고 있다.

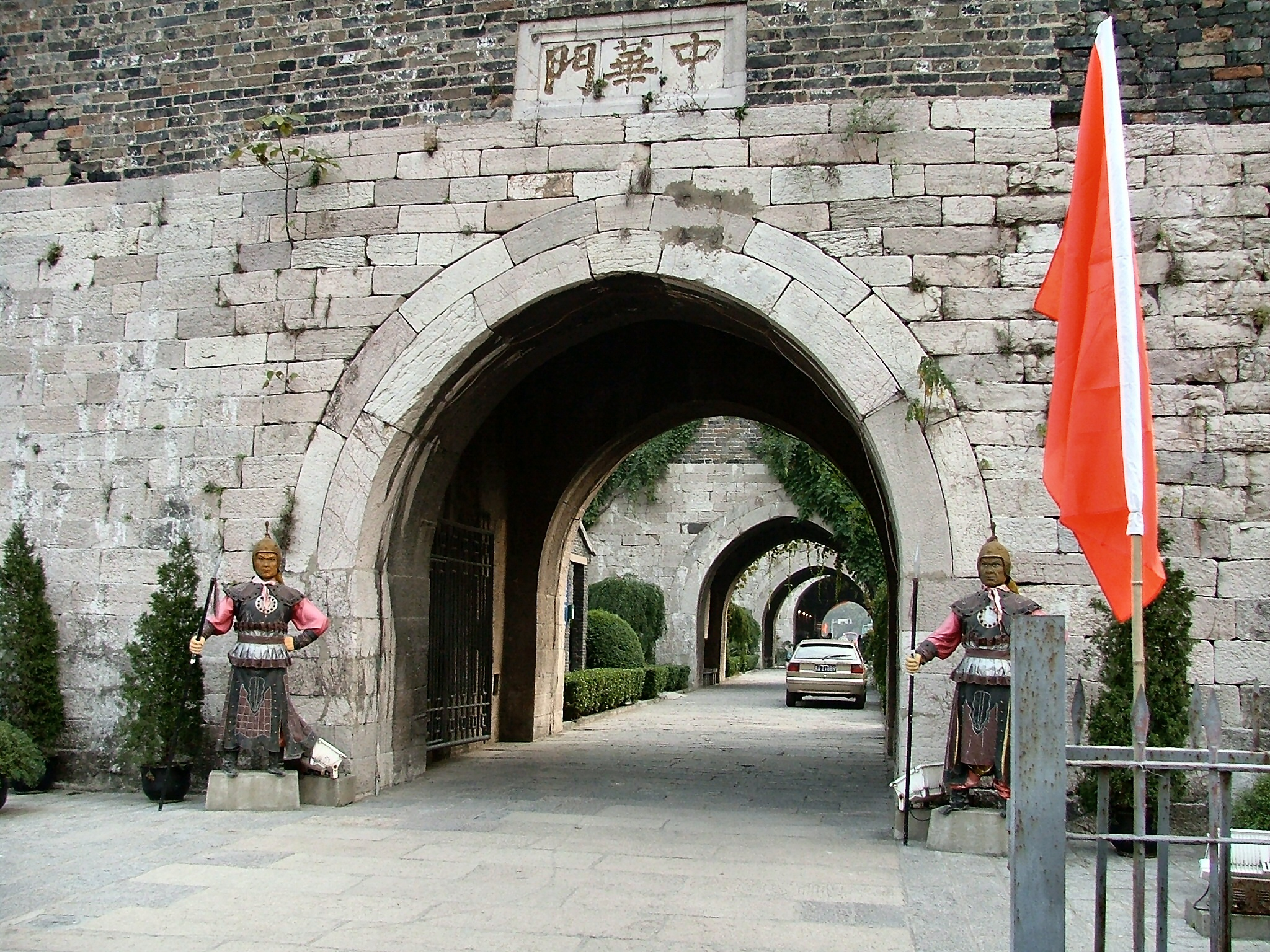
주요 출입구

## 같이 보기
- 난징시